# Jaimie Alexander
Jaimie Alexander (født 12. marts 1984 i Greenville, i South Carolina, er en amerikansk skuespillerinde.
Hun har blandt andet medvirket i tv-serien Kyle XY og i superheltefilmen Thor, hvor hun spiller rollen som Sif.
Jaimie Alexander voksede op i Grapevine i Texas.

## Filmografi

### Film
| År   | Titel                  | Rolle          |
| ---- | ---------------------- | -------------- |
| 2004 | Squirrel Trap          | Sara           |
| 2006 | Rest Stop              | Nicole Carrow  |
| 2006 | The Other Side         | Hanna Thompson |
| 2007 | Hallowed Ground        | Liz Chambers   |
| 2010 | Love and Other Drugs   | Carol          |
| 2011 | Thor                   | Sif            |
| 2011 | Loosies                |                |
| 2012 | Savannah               | Lucy Stubbs    |
| 2013 | Thor: The Dark World   | Sif            |
| 2022 | Thor: Love and Thunder | Sif            |

### Tv-serier
| År      | Titel                             | Rolle          |
| ------- | --------------------------------- | -------------- |
| 2005    | It's Always Sunny in Philadelphia | Tammy          |
| 2006    | Standoff                          | Barrista       |
| 2007    | Kyle XY (2007–2009)               | Jessi          |
| 2007    | Watch Over Me                     | Caitlin Porter |
| 2009    | Bones                             | Molly Briggs   |
| 2009    | CSI: Miami                        | Jenna York     |
| 2011    | Nurse Jackie                      | Tunie Peyton   |
| 2014–15 | Agents of S.H.I.E.L.D.            | Sif            |
| 2015–20 | Blindspot                         | Jane Doe       |